# Jajangmyeon
Le jajangmyeon (coréen : 짜장면 ; hanja : 炸醬麵, ancienne romanisation : chajang myun) est une spécialité coréenne d'origine chinoise. Ce plat de nouilles est très apprécié en Corée et se consomme souvent lorsque l'on veut fêter des remises de diplômes ou encore lors du Black Day (en) (jour destiné aux célibataires où le jajangmyeon est consommé en grande quantité)[réf. nécessaire]. Ce sont des nouilles agrémentées d'une pâte de sauce soja noire fermentée, d'oignons, de courgettes et de pommes de terre (optionnel : daikon, chou).
Le jajangmyeon a été inventé il y a un peu plus d'une centaine d'années, à Incheon, par des immigrants chinois qui ont adapté au goût local le zhajiangmian, une spécialité de la province chinoise voisine du Shandong.